# Elbe-Elster
Elbe-Elster là một Kreis (huyện) phía namern part of Brandenburg, Đức. Các huyện giáp ranh là Teltow-Fläming, Dahme-Spreewald, Oberspreewald-Lausitz, Riesa-Großenhain, 
Torgau-Oschatz, Wittenberg. Huyện này có quan hệ hợp tác với Märkischer Kreis.

## Lịch sử
Huyện đã được lập năm 1993 thông qua việc hợp nhất các huyện cũ (Kreise) Finsterwalde, Bad Liebenwerda và Herzberg.

## Địa lý
Huyện được đặt tên theo hai con sông: Sông Elbe tạo thành biên giới phía tây với Saxony. Sông Schwarze Elster là một nhánh của sông Elbe và chảy qua huyện. Huyện này thuộc vùng Lusatia

## Thị xã và đô thị
| Amt-thị xã tự do | Ämter | |
| --- | --- | --- |
| 1. Bad Liebenwerda 2. Doberlug-Kirchhain 3. Elsterwerda 4. Falkenberg/Elster 5. Finsterwalde 6. Herzberg (Elster) 7. Mühlberg 8. Schönewalde 9. Sonnewalde 10. Uebigau-Wahrenbrück Amt-free municipality 1. Röderland | 1. Elsterland 1. Heideland 2. Rückersdorf 3. Schilda 4. Schönborn1 5. Tröbitz 2. Kleine Elster (Niederlausitz) 1. Crinitz 2. Lichterfeld-Schacksdorf 3. Massen-Niederlausitz1 4. Sallgast 3. Plessa 1. Gorden-Staupitz 2. Hohenleipisch 3. Plessa1 4. Schraden | 4. Schlieben 1. Fichtwald 2. Hohenbucko 3. Kremitzaue 4. Lebusa 5. Schlieben1, 2 5. Schradenland 1. Gröden1 2. Großthiemig 3. Hirschfeld 4. Merzdorf |
| 1seat of the Amt; 2town | | |